# TAR-21
TAR-21 (англ. Tavor Assault Rifle-21 — штурмовая винтовка «Тавор» XXI века) или «Таво́р» (ивр. תבור‎) — модель современного израильского автомата калибра 5,56×45 мм, выпускаемого концерном Israel Weapon Industries. Название автомата происходит от горы Тавор («Фавор»), на севере Израиля, упоминающейся в Ветхом Завете, а индекс 21 обозначает нацеленность оружия в XXI век.

## История создания
В 1993 году командованием Армии обороны Израиля было принято решение о замене устаревшего автомата Galil на американскую винтовку М16, однако за несколько месяцев до этого концерн Israel Military Industries (ныне Israeli Weapons Industries) в инициативном порядке начал работу над новым оружием под патрон 5,56×45 мм. Проект был сочтён перспективным и работы над ним были продолжены несмотря на закупку американских автоматов.
Разработка IWI была впервые представлена публике в середине 1990-х годов под обозначением «М-203». Позднее, чтобы избежать путаницы с одноимённым подствольным гранатомётом, автомат был переименован в AAR (англ. Advanced Assault Rifle — продвинутая штурмовая винтовка). Спустя ещё некоторое время оружию было присвоено окончательное название Tavor TAR 21. В отличие от ряда других образцов данной компании новый автомат не являлся переделкой или модернизацией другого оружия.
Военные испытания TAR-21 состоялись в конце 1990-х-начале 2000-х годов. Были выявлены некоторые недостатки автомата: ненадёжность, трудности при смене магазина в позиции лёжа, слишком толстая пистолетная рукоятка, плохой прицел. В 2004 году доработанный вариант TAR-21 поступил на вооружение некоторых частей силовых структур Израиля. Также производились устранения выявленных бойцами недостатков в период 2001—2009 годов.

## Описание
Автомат «Тавор» выполнен по схеме «булл-пап». «Линейная» схема (приклад находится на одной оси со стволом) обеспечивает оружию высокую точность стрельбы, однако такой подход имеет и недостаток — требуется размещать прицельные приспособления немного выше. Основа автоматики — отвод пороховых газов из канала ствола через находящийся над стволом и скрытый корпусом оружия газоотводный узел. Жёстко зафиксированный на затворной раме газовый поршень имеет длинный рабочий ход. Ствол запирается поворотом затвора на 7 боевых упоров. По обеим сторонам ствольной коробки имеются окна для выброса стреляных гильз, поскольку существуют варианты затворов (с закреплёнными на них выбрасывателями и отражателями) с выбросом стреляных гильз как на правую, так и на левую (вариант для левшей) сторону. При этом неиспользуемое окно закрывается заглушкой. Ствольная коробка сделана из композитных материалов, легка, водонепроницаема, минимальные зазоры и отверстия препятствуют попаданию песка и грязи в механизм, что увеличивает надёжность. Вырезы под рукоятку заряжания сделаны по обеим сторонам, штатно рукоятка располагается слева. Сама рукоятка заряжания не соединена жестко с затворной рамой и при стрельбе остается неподвижной.
УСМ — куркового типа, размещён в прикладе. Предохранитель-переводчик режимов стрельбы расположен над пистолетной рукояткой (выведен на левую сторону с возможностью установки его на правую), позволяет вести огонь одиночными выстрелами и непрерывными очередями. Спусковая скоба выполнена во всю длину пистолетной рукоятки зацело с корпусом (как и сама рукоятка). Над пистолетной рукояткой в корпусе автомата имеется 4 больших отверстия с каждой стороны для воздушного охлаждения ствола. Корпус оружия изготовлен из высокопрочных полимеров и лёгких сплавов, а в некоторых местах услилен вставками из стали. Этим достигается одно из преимуществ TAR-21 — её сравнительно небольшой вес. Конструкция булл-пап позволила сместить центр тяжести оружия ближе к плечу стрелка, что положительно сказалось на точности стрельбы.
Ствол соединен жестко с верхней планкой Пикатини, на которую устанавливается прицел. На правой стороне расположен замок, с помощью которого можно поменять ствол автомата.
На автомате сверху и сбоку установлены планки Пикатини, на которые можно устанавливать оптические и коллиматорные прицелы, тактические фонари и лазерные целеуказатели. Штатный диоптрический прицел поздних моделей убирается непосредственно в планку Пикатини.
TAR-21 использует стандартные магазины автомата M16 на 20/30 патронов. Таким образом обеспечивается унификация снаряжения для разных видов стрелкового оружия в Армии обороны Израиля. Для извлечения магазина необходимо взяться за магазин у основания и нажать на защёлку куркового типа, расположенную впереди магазина.
В автомате присутствует затворная задержка. Кнопка затворной задержки расположена позади магазина снизу.
Неполная разборка может быть произведена в полевых условиях без использования каких-либо инструментов, для чего достаточно вытолкнуть соединительный стержень, находящийся в верхней задней части приклада с помощью патрона. Затем затыльник приклада на шарнире откидывается назад-вниз, и затворная рама в сборе извлекается наружу.
Оружие характеризуется высокой манёвренностью и удобством при стрельбе навскидку, однако имеет недостаток перед M16 в виде высокой стоимости — $1000, в то время как американские автоматы по программе финансовой помощи Израилю продаются почти в 10 раз дешевле.

### Прицел и дополнительные приспособления
Помимо резервного открытого прицела (на ранних вариантах отсутствовавшего), который состоит из складной мушки и регулируемого целика, на автоматах имеются коллиматорные прицелы. Изначально TAR 21 оснащался дорогим прицелом ITL MARS, совмещённым с ЛЦУ. Чтобы не утомлять солдата постоянным включением и выключением, прицел включается автоматически при передёргивании затвора и выключается при разряжании оружия. Кнопка лазерного целеуказателя встроена в цевьё оружия. Автоматы поздних выпусков оснащаются более дешёвым прицелом Meprolight без лазерного целеуказателя.
Может также устанавливаться прибор ночного видения ITL Mini N/SEAS, а также подствольный гранатомёт M203 и складывающиеся сошки. На ствол возможна установка глушителя.

### Особенности
В сравнительных испытаниях TAR-21 имеет преимущества по следующим показателям:
- Повышенная ударопрочность при использовании.
- Высокая функциональная надежность при использовании в чрезвычайных условиях.
- Постоянное круглосуточное использование без предварительной настройки.
- Эргономическая разработка, которая повышает комфорт пользователя и скрытность.
- Точная, компактная, и сравнительно короткая штурмовая винтовка с длинным стволом.
- Тыловой центр тяжести расположен близко к телу пользователя и обеспечивает надёжное удержание и прицеливание по фронту в движении.
- Билатеральность — возможность право-левостороннего использования.
- Современная и точная система прицеливания, прикрепляемая непосредственно к стволу.
- Антикоррозийное покрытие.

## Текущий статус
По окончании основного периода разработки, в 2000 году, несколько образцов винтовки «Тавор» были переданы на испытания в рамках курса командиров отделений в пехотной школе АОИ. В ходе одного из испытаний в одной части 2 взвода были вооружены «Тавором», а 2 других — М16. И те, и другие использовали оба вида оружия в одинаковых учениях, например при штурме укреплённой обороны и в боях в городе. «Тавор» продемонстрировал своё преимущество, в частности, в точности стрельбы и в удобстве использования.
В 2001—2002 годах были проведены дополнительные испытания — «Таворами» были оснащены несколько рот в пехотной бригаде «Гивати». Многочисленные «Таворы» были замечены в руках у солдат, участвовавших в операции «Защитная стена» весной 2002 года.
В июле 2002 года командующий Сухопутными войсками генерал-майор Ифтах Рон-Таль объявил, что «Тавор» будет принят на вооружение Армии обороны Израиля. Официальное принятие на вооружение состоялось 31 марта 2004 года.
Вначале новыми автоматами оснащались спецподразделения. С августа 2006 года он стал поступать в армейские пехотные части. Первыми это оружие получили новобранцы бригады «Гивати». В августе 2008 года на «Тавор» перешли новобранцы бригады «Голани». Таким образом завершится первый этап перевооружения АОИ, в результате которого 16 000 автоматов «Тавор-21» заменят в войсках своих предшественниц — американские М16 и М4.
30 июня 2010 года появилось сообщение о том, что укороченный автомат MTAR-21 заменил TAR-21 на вооружении бригад «Гивати» и «Голани».
В декабре 2012 года представители АОИ заявили, что они начнут вооружение и обучение обращению с TAR-21 всех оставшихся резервных войск.

## Варианты
- TAR-21TAR-21 — стандартная версия.

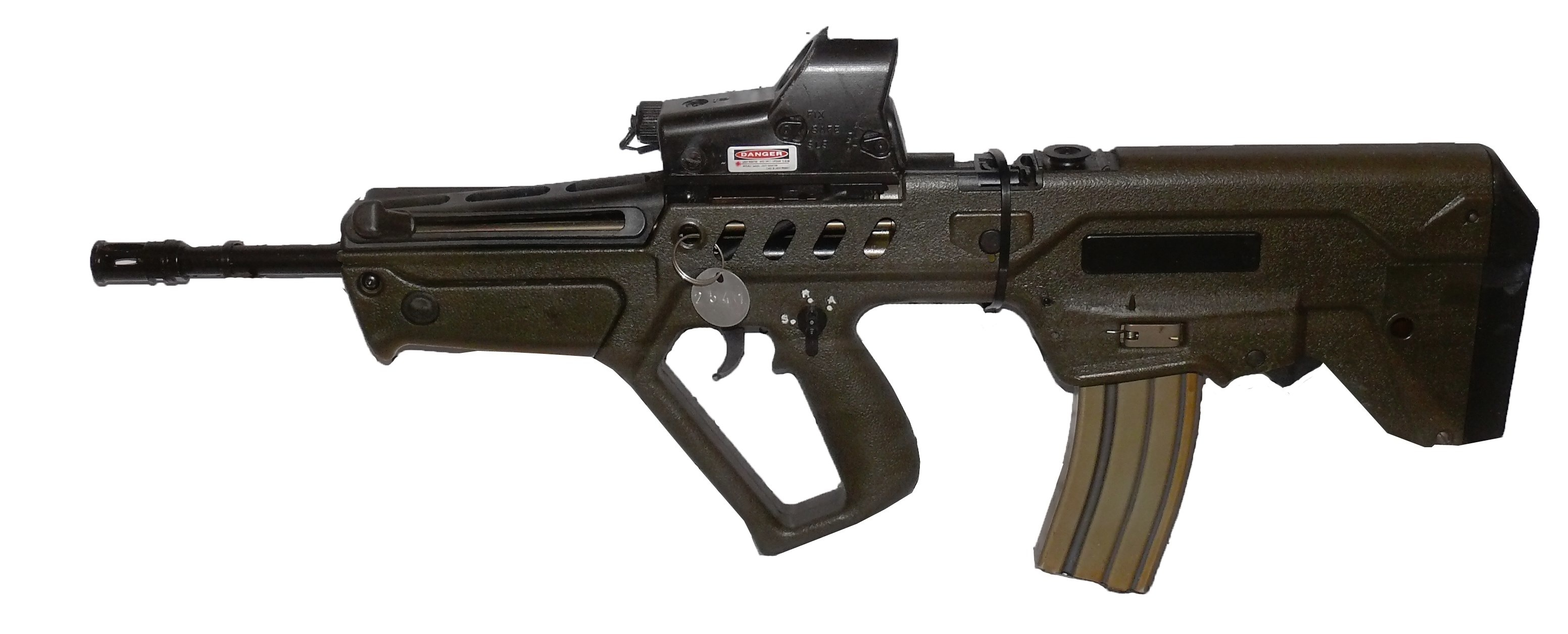
TAR-21

  - GTAR-21 — вариант с креплением для установки 40-мм подствольного гранатомета.
  - Tar-OICW — модернизированный автомат TAR-21, включающий в себя установку электронных прицельных приспособлений, лазерный дальномер, баллистический компьютер и линии передачи данных.

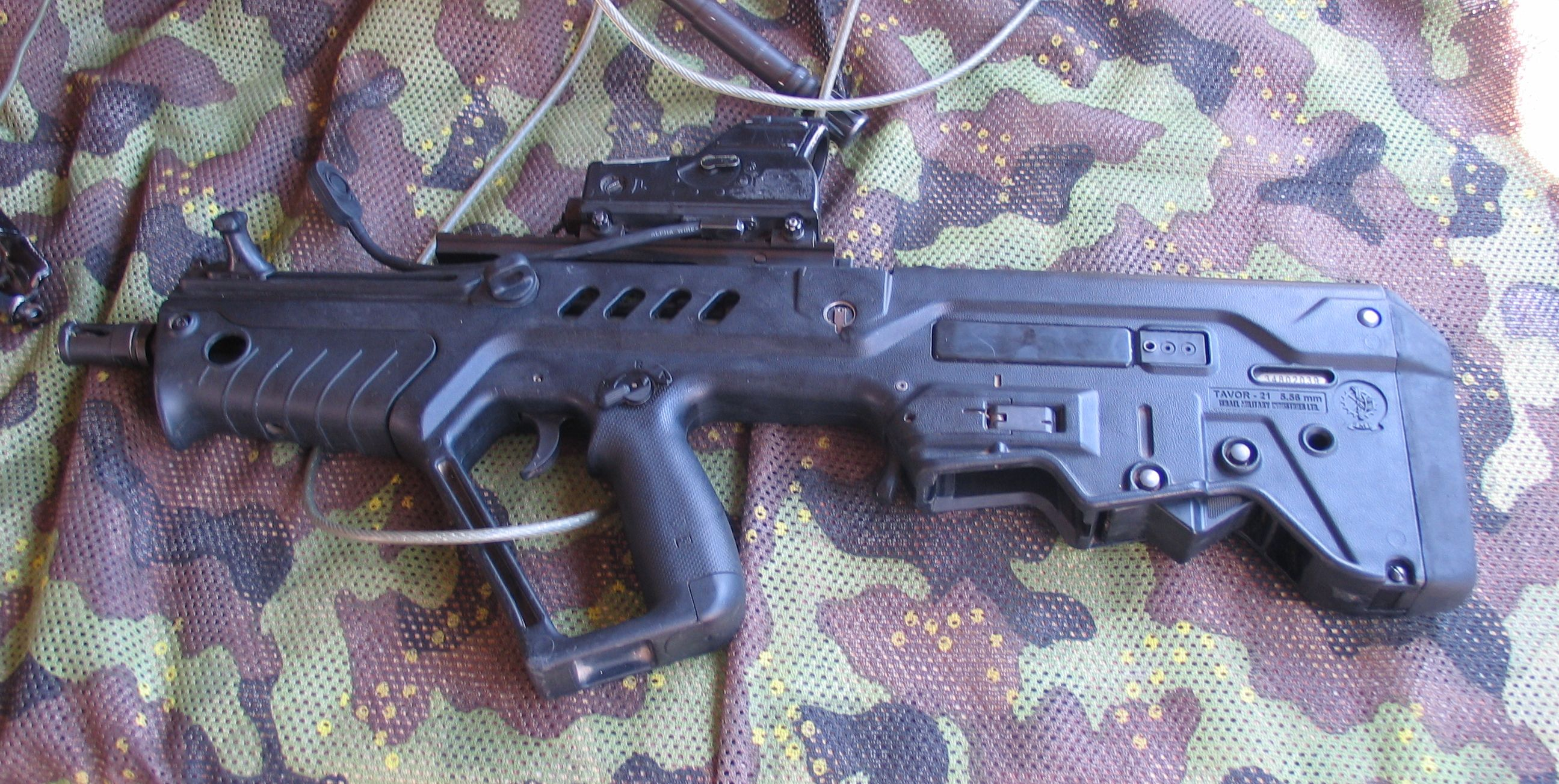
CTAR-21

- CTAR-21CTAR-21 (Commando TAR) — компактная версия с укороченным стволом и сниженным весом, для сил специальных операций.

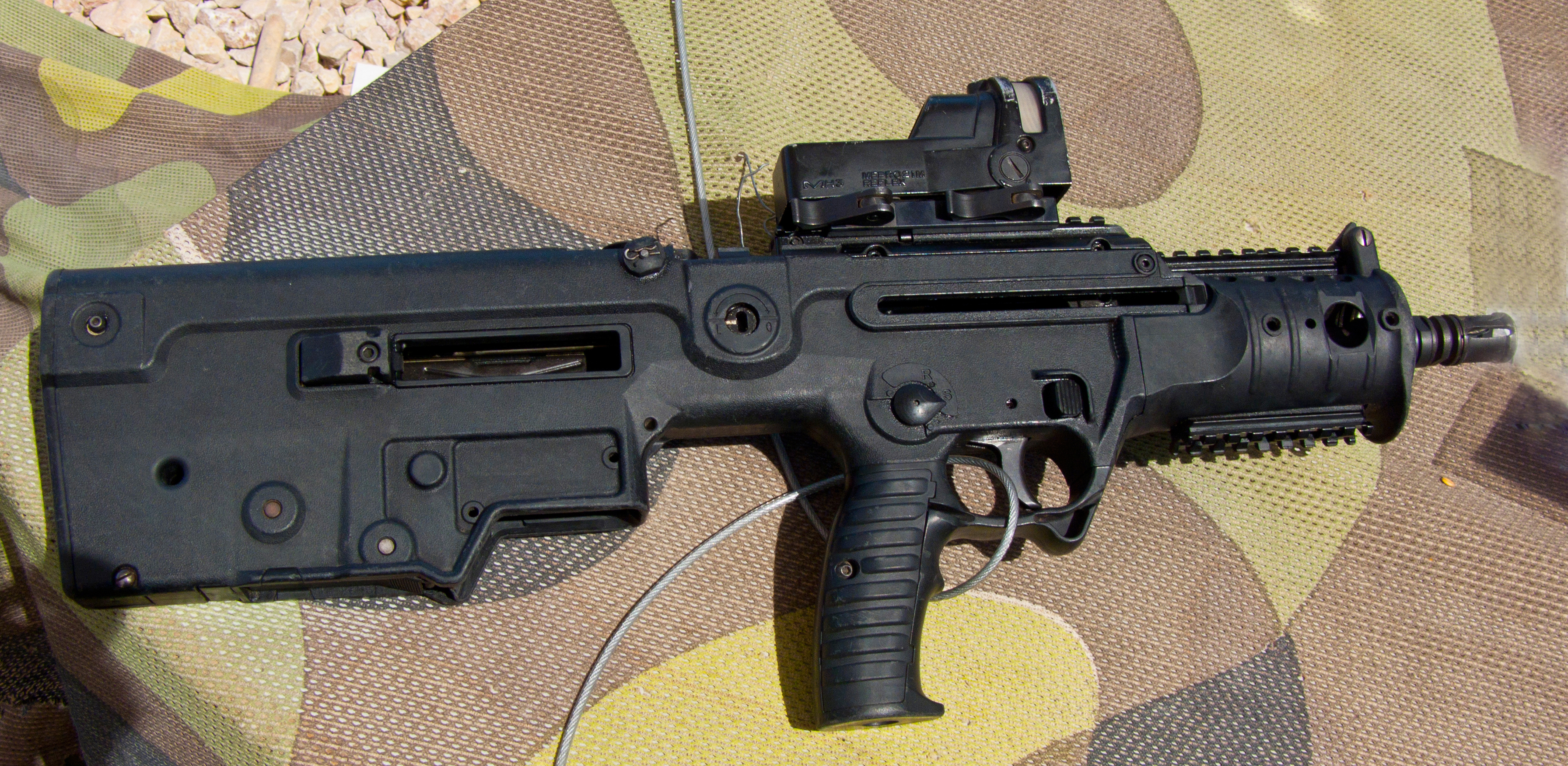
MTAR-21

- MTAR-21MTAR-21 (Micro TAR) — самый компактный вариант. Отличия от базовой версии (для модели X95):

1. длина ствола 330 мм, в варианте X95L — 419 мм и в варианте со встроенным глушителем X95S — 275 мм.
2. изменена форма цевья, увеличен диаметр обхвата в поперечнике для лучшего охлаждения ствола и защиты рук стрелка от перегрева;
3. планки Пикатинни сверху и снизу цевья в базовой комплектации. Возможность установки дополнительных планок — на боковой стороне цевья и на боковой стороне ствольной коробки;
4. коллиматорный прицел «Мафролайт» в базовой комплектации. Работает без сторонних батареек, накапливая свет в светлое время суток от солнца и расходуя ночью (при снятом коллиматорном прицеле оставлена возможность использования стандартного прицельного приспособления «мушка-целик»);
5. ручка затвора смещена за цевьё. Таким образом исключаются проблемы с безопасным входом в закрытые помещения (при использовании TAR-21 старых моделей — ручка затвора, расположенная в передней части цевья — цеплялась за дверные косяки и оконные проёмы, что вызывало возможность осечки из-за недоперезаряжания);
6. полнообхватная спусковая скоба TAR-21 заменена на обычную (охват только спускового крючка) — в целях облегчения конструкции, изменения развесовки оружия со смещением центра тяжести назад;
7. демонтирован обрезиненный тыльник приклада, оставлена только пластиковая крышка — в целях облегчения и уменьшения конструкции;
8. убрана возможность стрельбы очередями (положения переводчика огня — только «предохранитель/одиночный») — в целях увеличения эффективности стрельбы и снижения динамических нагрузок на оружие и стрелка при стрельбе очередями из лёгкого оружия.
9. масса без боеприпасов и прицела — 2,95 кг;
10. эффективная дальность стрельбы: по головной мишени — до 100 м, по грудной мишени — до 150 метров, по полноростовой мишени — до 300 м.
11. используется как оружие самообороны (Personal Defense Weapon по западной терминологии) экипажей транспортных средств
12. может быть переделан в пистолет-пулемёт калибров 9 мм или .40 S&W путём замены ствола, затворной группы и установки специального адаптера в приёмник для магазинов.

- - MTAR-21 модели X95R — вариант под патрон 5,45×39 мм. Оснащён стволом длинной 330 мм.
  - MTAR-21 «Zittara» — вариант MTAR-21 индийского производства, модифицированного под индийский патрон 5,56 × 30 мм MINSAS.
  - MTAR-21 X95 7,62 — В марте 2013 года представители IWI сообщили, что компания будет производить X95 Тавор под патрон 7,62×51 мм НАТО. Опыт военных США в Ираке и Афганистане, а также опыт израильских военных в Ливане подтвердили необходимость в переходе на калибр с большим летальным эффектом и эффективной дальностью.
- STAR-21 (Sharpshooter TAR) — снайперская версия с сошками и оптическим прицелом (по умолчанию оснащается 4x кратным ACOG).
- T.C.-21 (Tavor Carbine) — самозарядный укороченный вариант для гражданского рынка.

## Страны-эксплуатанты

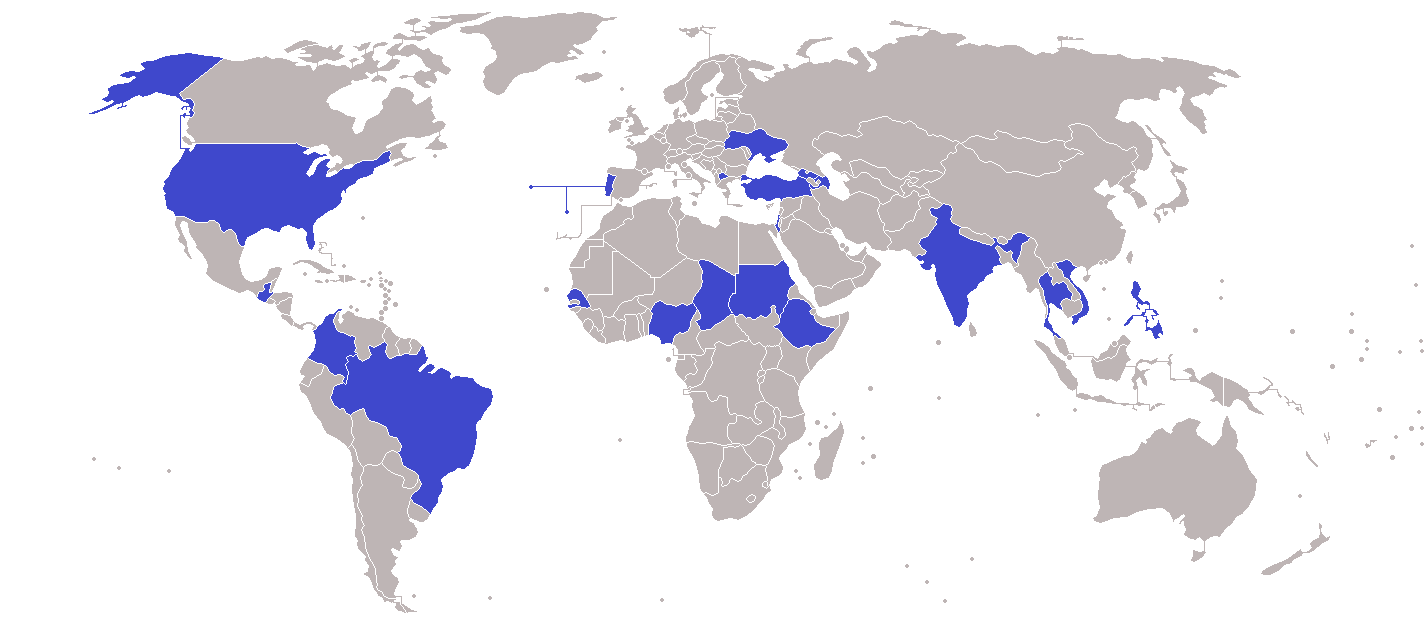
Страны, использующие TAR-21

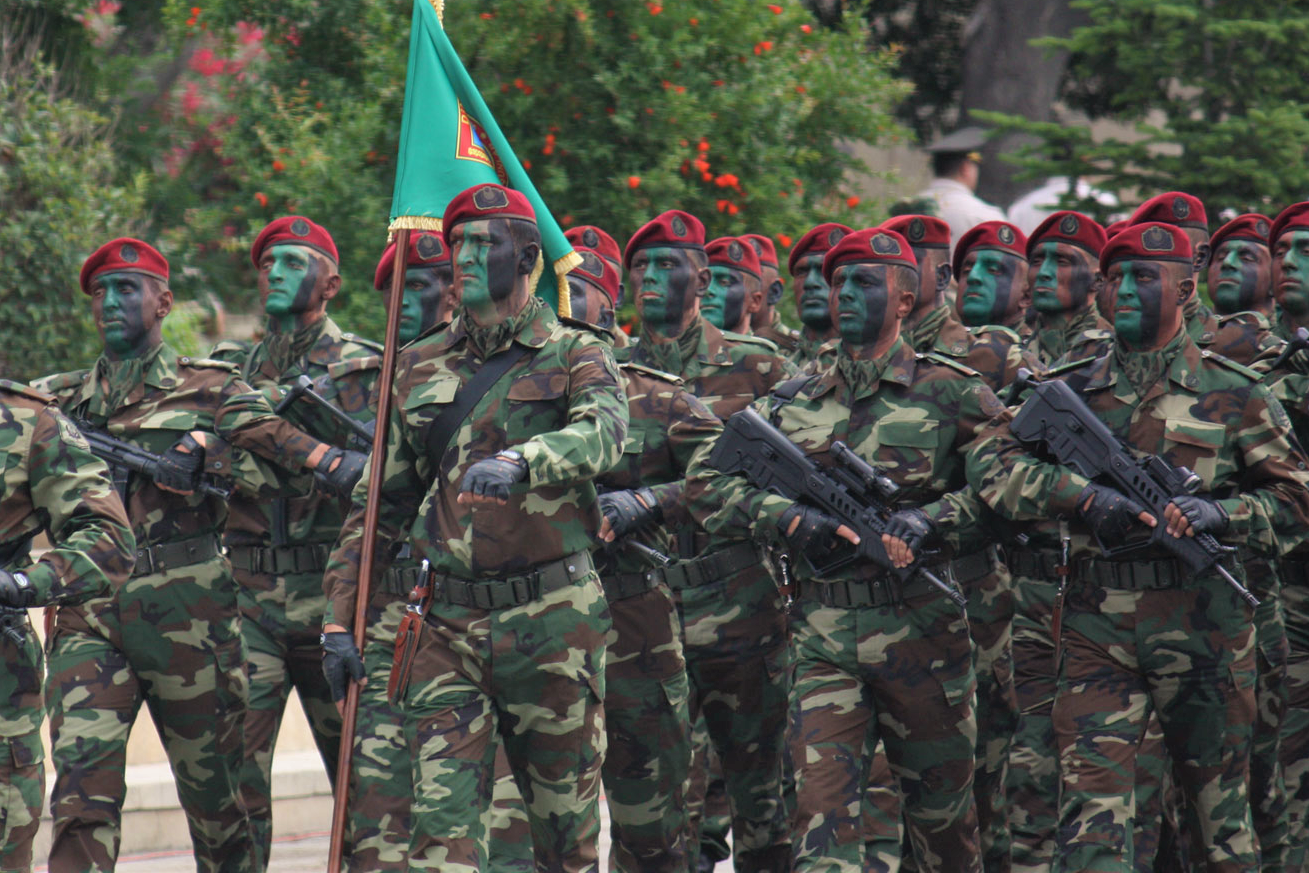
Армейский спецназ Азербайджана с TAR-21. Парад в Баку 2011 года

- Азербайджан: в августе 2008 года некоторое количество автоматов было закуплено для специальных подразделений вооружённых сил Азербайджана[6]. В середине июня 2012 года в электронных СМИ появилось сообщение о том, что Азербайджан планирует заменить автоматы Калашникова израильскими автоматами Тавор[7], однако уже в июле (в контексте полного перевооружения) эта информация была опровергнута министром оборонной промышленности Явером Ямаловым (так как с 2011 года на вооружение приняты АК-74М «Хазри»)[8]. По состоянию на 2021 год 5,56-мм TAR-21 и 5,45-мм TAR X95 находились на вооружении отдельных подразделений армейского спецназа[9].
- Бразилия: производится для национального рынка по лицензии фирмой Taurus. В небольших количествах закуплены спецподразделениями армии[10].
- Вьетнам: с 2012 года TAR-21 на вооружении спецподраздений[11]
- Гватемала: TAR-21 используется полицией при штурмовых и иных подобных операциях[12].
- Гондурас: спецподразделения армии используют MTAR-21.
- Грузия: в августе 2004 года Грузия подписала контракт о приобретении партии из «нескольких сотен автоматов»[13] TAR-21 для сил специального назначения[14]; в армии Грузии используются все основные варианты TAR-21. В 2006 году был подписан контракт с Израилем на 65 млн долларов на поставку Грузии 7 тысяч штурмовых винтовок TAR-21[15].
- Израиль: используется бригадами Гивати, Нахаль и Голани, батальонами «Каракаль» и «Херев», а также некоторыми спецподразделениями. Карабин T.C.-21 используется спецподразделением тюремной службы Израиля.
- Индия: в конце 2002 года Индия заключила контракт на поставку 3 070 TAR-21 для использования в спецподразделениях. К 2005 году IMI поставила 350—400 TAR-21. Однако, они показали неудовлетворительные результаты. IMI произвела необходимые изменения и тесты 2006 года в Израиле прошли успешно. В данный момент Таворы находятся на вооружении.
- Колумбия: используется армией, её специальным подразделением «AFEUR», морской пехотой и полицией[16].
- Нигерия: на вооружении как оружие самообороны у сотрудников службы государственной безопасности.
- Португалия: TAR-21 на вооружении в небольшом количестве у специальных подразделений полиции. Также проводились местные испытания на новую штурмовую винтовку для армии, вместо TAR-21 была выбрана немецкая винтовка Heckler & Koch G36.
- Северная Македония: полицейские спецподразделения.
- США: В августе 2013, представители филиала IMI в США заявили, что полиция Капитолия (United States Capitol Police, охраняющие Конгресс) штата Пенсильвания закупила TAR-21 SAR (вариант специально разработанный для рынка США).
- Таиланд: для замены устаревших штурмовых винтовок M16A1, для армии было закуплено три партии TAR-21 на сумму 27,77 млн. долларов США, и после, 15 сентября 2009 года, была подтверждена доставка четырёх партий (более 58 тысяч образцов TAR-21).
- Турция: используется специальным подразделением «бордовые береты».
- Украина: Ю. В. Луценко, министр внутренних дел Украины, объявил 1 октября 2008 года, что IMI и украинская компания «Форт» будут осуществлять совместное производство автоматов TAR-21, которые поступят в эксплуатацию в Вооружённые силы и специальные подразделения МВД[17][18]. Что и было частично выполнено. TAR-21 выпускается на заводе «Форт» под наименованием «Форт-221»[19] частично из израильских комплектующих в военном и гражданском вариантах (УСМ без режима автоматического огня). 23 декабря 2009 года Кабинет министров Украины принял постановление о принятии на вооружение Службы безопасности Украины, Управления государственной охраны, государственной пограничной службы и Службы внешней разведки Украины штурмовой винтовки «Форт-221», но почти не закупалось МВД. Также винтовки «Форт-221» состоят на вооружении полка «Азов»[20]. По данным Белой книги[21] в 2014 году закуплено 493 единицы винтовок Форт-221 и Форт-224. В 2018 году несколько единиц приобретены для вооружения службы военизированной охраны Юго-Западной железной дороги[22]. В 2021 году винтовки исключены из перечня продукции НПО «Форт».
- Филиппины: на вооружении в небольшом количестве у морской пехоты, полиции, и некоторых правоохранительных органов.
- Эфиопия: TAR-21 состоит на вооружении телохранителей премьер-министра.

## Видеообзор
- Обзор TAR-21 (рос)